# Madagascar 3: Flucht durch Europa
Madagascar 3: Flucht durch Europa ist eine computeranimierte Komödie aus dem Jahr 2012, die von DreamWorks Animation produziert wurde und von Paramount Pictures verliehen wird. Es ist der dritte Teil in der Madagascar-Reihe nach Madagascar und Madagascar 2, jedoch der erste 3D-Film in der Reihe. Regie führten Eric Darnell, Tom McGrath und Conrad Vernon. In den Vereinigten Staaten kam der Film am 8. Juni 2012 in die Kinos, in der Schweiz am 27. September 2012, in Deutschland am 2. Oktober 2012 und in Österreich am 4. Oktober 2012. Die Filmpremiere war beim Cannes Filmfestival im Mai 2012.

## Handlung
Alex der Löwe, Marty das Zebra, Melman die Giraffe und Gloria das Nilpferd vermissen in Afrika die nach Monte Carlo abgereisten Pinguine und Schimpansen, die versprochen hatten, die vier Freunde zurück in die USA zu bringen. Schon bald machen sich die vier selbst auf den Weg nach Europa. Nachdem die Freunde wieder vereint sind, werden sie vom monegassischen Tierfängerdienst um Captain Chantal DuBois verfolgt. Den Tieren gelingt die Flucht, indem sie von den Casino-Gewinnen einen Wanderzirkus kaufen. Dieser Zirkus, der vom sibirischen Tiger Vitaly geleitet wird, hat seine besten Zeiten hinter sich, wird aber von Alex und seinen Freunden neu motiviert. Die Reise des Wanderzirkusses führt zunächst nach Rom, wo Alex sich in den weiblichen Jaguar Gia und Julien sich in die Bärin Sonya verliebt. Die Zirkusvorstellung in Rom verläuft jedoch katastrophal, woraufhin die Tiere von der Menschenmenge verfolgt werden und fliehen müssen. Im Zug erzählt der Seelöwe Stefano Alex, dass Vitaly einst ein berühmter Star war, der jedoch nach einem schrecklichen Unfall sein Selbstvertrauen sowie seinen Ruhm verlor, wodurch der Zirkus in den Niedergang geriet. Alex kann den Zirkustieren jedoch helfen, ihre Leidenschaft für die Zirkusshow wiederzuentdecken, und so erfinden die Zootiere eine völlig neue Art der Zirkusvorstellung.
Die Reise endet schließlich in London, wo der Zirkus für Auftritte in Amerika engagiert wird. Vitaly, der zunächst Angst hat, wieder zu versagen, findet dank Alex seinen Mut wieder zurück. Die Vorstellung erweist sich als erfolgreich. Plötzlich tauchen DuBois und ihre Komplizen auf, doch die Pinguine können sie überwältigen und schießen sie mit einer Kanone aus dem Zirkus. Durch eine Zeitung, auf der Alex und seine Freunde abgebildet sind, finden die Zirkustiere aber heraus, dass Alex und seine Freunde eigentlich Zootiere sind, deren Ziel die Rückkehr zum Zoo ist. Daraufhin wenden sich die Zirkustiere enttäuscht von den Zootieren ab, die schließlich nach New York zurückkehren.
Doch die Rückkehr erweist sich als weit weniger glanzvoll als erhofft: Der Zoo gleicht inzwischen einem Gefängnis, in welchem hohe Zäune und Stacheldraht ein erneutes Verschwinden der Tiere verhindern sollen. Noch dazu wird DuBois für das angebliche Zurückbringen der Freunde als Heldin gefeiert und will die Feierlichkeiten benutzen, um sich Alex’ Kopf als Trophäe zu holen, was eigentlich von Anfang an ihr Plan gewesen war. Im letzten Moment tauchen jedoch die Zirkustiere auf und retten, unter dem Vorwand einer öffentlichen Vorstellung, die Freunde aus dem Zoo. So beschließen Alex, Marty, Melman und Gloria statt im Zoo im Zirkus zu bleiben und mit ihren neuen Freunden weiterzureisen.
In der letzten Sequenz des Films erfährt der Zuschauer, dass die Pinguine DuBois und ihre Gehilfen überwältigt und in Kisten nach Madagaskar verschifft haben, genau so wie es den Freunden im ersten Film passiert ist.

## Produktion
Der CEO von DreamWorks Animation, Jeffrey Katzenberg, bestätigte 2008, dass eine Fortsetzung zu Madagascar 2 geplant sei. Auf der Presse-Tour der Television Critics Association im Januar 2009 sagte Katzenberg, Madagascar 3 werde gerade produziert und komme im Sommer 2012 in die Kinos.

## Premiere
Madagascar 3: Flucht durch Europa hatte beim Cannes Film Festival im Mai 2012 Premiere. Der Film wurde auch ins IMAX-Format umgewandelt und in ausgewählten Regionen Europas gezeigt, unter anderem in Russland, der Ukraine und Polen.
Das Premierenscreening in deutscher Sprache fand am 16. September 2012 im Circus Krone-Bau in München statt.

## Rezeption
Fast vier Monate nach dem US-Start lief der Film in den deutschen Kinos an, damit der Film nicht mit Ice Age 4 konkurrieren musste. Beide Filmreihen sind in Deutschland äußerst erfolgreich angelaufen. Die Produktionskosten lagen bei 145 Mio. US-Dollar und die weltweiten Einnahmen bei bisher 742 Mio. US-Dollar. Damit ist er der erfolgreichste Ableger der Madagascar-Reihe und löst Kung Fu Panda 2 als erfolgreichster Nicht-Shrek-Film aus dem Hause Dreamworks Animation ab. Bereits in der ersten Woche sahen 1.434.965 deutsche Kinobesucher den Film, womit er direkt Platz 1 belegte. Insgesamt sahen über 3,923 Mio. Zuschauer in Deutschland den Film. Damit hat die Filmreihe weltweit 1,878 Mrd. US-Dollar eingenommen, davon 127,88 Mio. US-Dollar allein in Deutschland.

## Kritiken
Michael Ranze im film-dienst: „Schneller, höher, weiter: Die Regisseure haben dem Madagascar-Franchise nicht nur eine dritte Dimension hinzugefügt, überhaupt ist alles lauter, bunter, frenetischer und rasanter geraten. Turbulente Verfolgungsjagden und fantastische Zirkusaufführungen beeindrucken und schüchtern auch ein wenig ein, angesichts der Brillanz und der Farbenpracht der Bilder, der Schnelligkeit der Handlung, den rasanten Ortswechseln, dem spektakulär-verblüffenden 3D. Der Humor und der Charme der ersten beiden Teile sind dafür ein wenig zurückgenommen, was vor allem am sparsam dosierten Wortwitz liegt. Die Figuren rufen sich nur noch Befehle zu oder reagieren panisch auf den Unbill, der an der nächsten Ecke wartet. Die charakterlichen Konturen, die in den Vorgängerfilmen prägnant herausgearbeitet wurden, verwischen. Dafür konzentriert sich die Inszenierung vor allem auf die Energie und Artistik der Geschichte. Schon die Verfolgungsjagd in Monte Carlo mit ihrer Zerstörungswut und DuBois’ Besessenheit erinnert an den Irrwitz eines Tex Avery. Nicht mehr zu übertreffen ist die Aufführung im Zirkus von London, wo die Tiere ein unglaubliches artistisches Feuerwerk abbrennen, so als wollten sie die Abschlussfeier der Olympiade übertreffen. Wie hier die Figuren nahezu schwerelos den Raum durchmessen, mit schwindelerregenden Sprüngen und atemberaubenden Trapez-Stunts, die 3D effektvoll nutzen, dazu verfolgt von einer agilen, taumelnden Kamera, wie sie nur der Animationsfilm ermöglicht – das sucht seinesgleichen.“

„Neben dem unverwüstlichen ,Shrek‘-Universum zählt das ,Madagascar‘-Franchise zu den Kronjuwelen im Geschichtenfundus von DreamWorks Animation,........Abnutzungserscheinungen lassen sich zumindest beim dritten Teil, dem rasantesten und atemlosesten der Saga bislang, nicht erkennen.“

„Wenn Filmemacher und Produzenten erklären, warum ihr neuer Film in 3D gedreht oder konvertiert wurde, bringt das meist nebulös-fadenscheinige Argumentationsketten hervor, die stets eins gemeinsam haben: Die naheliegende Motivation, nämlich die Aussicht auf vereinfachte Geldmehrung wird kategorisch geleugnet. Angesichts visuell bescheidener Ergebnisse ist sie zuweilen dennoch die einzige plausible Erklärung. Bei Publikum und Kritik hat sich daher längst eine gewisse Skepsis entwickelt, besonders wenn es um Fortsetzungen oder Neuauflagen geht, die plötzlich in 3D daherkommen.......Fazit: Eric Darnell und Tom McGrath knüpfen mit ihrer Animationskomödie ,Madagascar 3‘ an den Vorgänger an und überbieten ihn. Das schlichte Motto für dieses knallige Filmbonbon lautet ,Mehr, mehr, mehr‘ – und das alles in rasantem 3D und möglichst bunt.“

„Also die gewohnt kurzweilige Massenunterhaltung fürs minderjährige Kinopublikum mit Gags aus der Zeitmaschine und brutaler Slapstick vom Fließband. In ,Madasgacar 3‘ bleibt alles berechenbar: Die Animationen sind erstklassig und die unzähligen Action-Sequenzen dienen einzig dem Wirtschaftsfaktor namens 3-D-Effekt.“

„,Madagascar 3‘ zeigt die kalauernde Fauna am Ende ihrer Möglichkeiten. Alles, wovon diese Filmgattung sonst lebt, fehlt in Madagascar: visuelle Erfindung, originelle Überzeichnung; von Herz und Gefühl wollen wir gar nicht erst reden. ...... Wie lässt sich dagegen wohl diese Filmserie steigern? ,Madagascar 3‘ zeigt die tierische Truppe, vor allem aber ihre Macher, nahezu am Ende ihrer Weisheit.“

## Synchronisation
Der Film wurde von der Berliner Synchron AG übersetzt und synchronisiert. Wie in den vorherigen Teilen war Michael Nowka erneut für Dialogbuch und Dialogregie zuständig.
| Rolle          | Originalsprecher       | Deutscher Sprecher       | Figur                         |
| -------------- | ---------------------- | ------------------------ | ----------------------------- |
| Alex           | Ben Stiller            | Jan Josef Liefers        | Löwe                          |
| Marty          | Chris Rock             | Rick Kavanian            | Zebra                         |
| Melman         | David Schwimmer        | Bastian Pastewka         | Giraffe                       |
| Gloria         | Jada Pinkett Smith     | Claudia Urbschat-Mingues | Nilpferd                      |
| König Julien   | Sacha Baron Cohen      | Stefan Gossler           | Lemur (Katta)                 |
| Maurice        | Cedric the Entertainer | Roland Hemmo             | Lemur (Fingertier)            |
| Mort           | Andy Richter           | Gerald Schaale           | Lemur (Mausmaki)              |
| Chantal DuBois | Frances McDormand      | Susanne Pätzold          | Chefin des Tierfängerdienstes |
| Vitaly         | Bryan Cranston         | Ingo Albrecht            | Sibirischer Tiger             |
| Gia            | Jessica Chastain       | Iris Artajo              | Jaguar                        |
| Stefano        | Martin Short           | Luigi Fantino            | Seelöwe                       |
| Skipper        | Tom McGrath            | Michael Beck             | Pinguin                       |
| Kowalski       | Chris Miller           | Thomas D                 | Pinguin                       |
| Private        | Christopher Knights    | Smudo                    | Pinguin                       |
| Rico           | John DiMaggio          | Andreas Rieke            | Pinguin                       |
| Mason          | Conrad Vernon          | Lothar Blumhagen         | Schimpanse                    |
| Sonya          | Frank Welker           |                          | Bärin                         |